# 紀律部隊
紀律部隊（英語：Disciplined Services, Disciplinary forces）為香港政府的一种公務員職系架構，继承自英屬香港时期，指受到特別紀律約束的部隊（部門），其招募、訓練、工作都與軍隊有些類似。
香港紀律部隊負責維持香港内部保安、社會治安秩序、救災扶危及其他執法工作，目前共有七個紀律部隊部門和兩個輔助部隊。其中一個部門直接向行政長官負責，其餘則由香港保安局管理
服務於相關部門的人員未必全屬紀律人員（英語：disciplined services officer）；例如文員等文職或行政人員不穿制服，不屬於紀律部隊。雖然交通督導員穿著制服，亦由香港警務處管理，但其屬文職人員。截至2010年年中，紀律部隊有員逾62,000餘名，佔香港公務員的總人數量逾1/3。

## 部隊一覽

### 直接向行政長官負責
廉政公署為獨立於其他政府部門的紀律部隊，直接向行政長官負責。主要職責為打擊貪污，防止選舉舞弊等。

### 保安局轄下
以下六大部隊向保安局負責
- 警務處（包括輔助警察隊），警務處是香港最大的政府部門，有約3.3萬名雇員屬於紀律人員，其餘有4,632名屬於文職人員的隊伍。（截至2025年2月28日）[2] 其負責香港內部保安等職責。
- 消防處（包括緊急救護服務）[3]，消防處是保安局轄下編制第2大的紀律部隊。其負責消防及救援服務，並且提供緊急救護服務。
- 海關，主要負責防止走私、保障和徵收應課稅品稅款以及緝毒等職責。
- 入境事務處，主要負責出入境事務、打擊非法勞工及恐怖分子、執行入境條例等職責。
- 懲教署，專門負責羈管以及提供更生服務。
- 政府飛行服務隊（包括輔助隊員組），專門負責應政府其他部門的要求提供空中運員、空中監視及空中測量等職責。

#### 輔助性質
以下兩隊亦向保安局負責，屬於輔助部隊
- 民眾安全服務隊，負責在災難發生時提供各種救援服務及輔助正規紀律部隊。
- 醫療輔助隊[4]，專門負責支援衞生署、醫院管理局及消防處，為香港提供緊急救護、非緊急救護運送及衛生服務。

## 前紀律部隊
食物環境衞生署小販管理隊，身穿制服，但現不屬於紀律部隊。根據1979年《公務員薪俸檢討第一次報告書》第6.3段，小販管理隊曾經屬於紀律部隊。
後備消防隊, 於1938年成立，隸屬於香港消防處，為一支曾經存在的輔助紀律部隊，主要由義務消防員組成，負責輔助正規消防人員執行消防任務，至1975年解散。雖然早已解散，但香港法例中第197章《基要服務團條例》(附屬法例C)中仍保留有關後備消防隊的條目。

## 附註：輔助部隊
輔助部隊（Auxiliary Forces)，香港以前或現在均設有輔助隊以協助香港政府執行任務，它們彼此地位及職責均有所不同，但目的均是維護香港和平安定。香港總督或特區首長可依照時勢作出動員令，出動輔助部隊。輔助隊隊員以服務時數、所屬部門及自身階級領取對應薪酬及津貼。 
多數輔助隊或其前身均為第一次或第二次世界大戰前後成立的民防部隊，以維持戰時民生。於戰爭中，輔助部隊的貢獻與正規部隊一樣重要。

#### 現存部隊
- 民眾安全服務隊，前身為防空署轄下的民防隊，後於1952年根據《基要服務團條例》成立並承接戰後防空署的部份職能，擔任備戰民防的角色。於1997年香港回歸前被另立新法管理。[6]
- 醫療輔助隊，於1950年根據《基要服務團條例》與民安隊一起成立。其原屬衛生署，後獨立並轉隸為保安局下屬部門。於1997年香港回歸前被另立新法管理。[6]
- 政府飛行服務隊輔助隊員組，輔助正規服務隊。飛行服務隊前身為皇家香港輔助空軍，該部隊為輔助部隊，改組為飛行服務隊後則只有輔助隊員組為輔助隊。[6]
- 香港輔助警察隊，前身為一戰成立的特別後備警隊及二戰成立的特務警察隊，兩隊於1959年因應雙十暴動合併成立輔助警察隊。[6]
- 基要服務團，1949年《基要服務團條例》生效，總督（回歸前）或行政長官（回歸後）可據此法例招募團員為政府執行任務，及協助維持香港多項事務。後備消防隊便屬其中之一單位。服務團亦設有附屬單位。[6]

#### 已解散部隊
- 皇家香港軍團，成立於1854，歷經多次改組後因應香港回歸而於1995年解散。解散前屬於英屬香港政府，為後備軍。由於人員薪酬以輔助隊方式給予，故將其列入。[6] [7]
- 香港海軍義勇軍及香港皇家海軍後備軍，成立以輔助駐港皇家海軍。由於其義務及後備特性及地位與皇家香港軍團及皇家香港輔助空軍相似，故將其列入。[7]
- 香港空襲民防隊，於二戰因應日軍侵華成立，戰後解散，部份職能由民安隊承繼。[7]
- 香港民防隊，於二戰因應日軍侵華成立，下設有多支輔助隊，協助下列各項事務：通訊、河道管理、消防、勞工、醫療、護士、砲兵、住所編配、拯救及拆卸、軍需、運輸。戰後解散，部份職能由民安隊承繼。[7]

## 警隊架構圖表
2020年7月1日起實施：

|  |  |            |            |            |            |              |              |                    |                    |                    |                    |                    |                    |                  |                  |          |          |                  |                  |                  |                  |                  |                  | 警務處       |              |              |              |              |              |                        |                        |                        |                        |                        |                        |                    |                    |                    |                    |                    |                    |                |                |                |                |              |              |                    |                    |                    |                    |                    |                    |                    |                    |                    |                    |                    |                    |                  |                  |                  |                  |                  |                  |  |  |  |  |                    |                    |                    |                    |                    |                    |  |  |  |  |  |  |  |  |
|  |  |            |            |            |            |              |              |                    |                    |                    |                    |                    |                    |                  |                  |          |          |                  |                  |                  |                  |                  |                  | 警務處處長   |              |              |              |              |              |                        |                        |                        |                        |                        |                        |                    |                    |                    |                    |                    |                    |                |                |                |                |              |              |                    |                    |                    |                    |                    |                    |                    |                    |                    |                    |                    |                    |                  |                  |                  |                  |                  |                  |  |  |  |  |                    |                    |                    |                    |                    |                    |  |  |  |  |  |  |  |  |
|  |  |            |            |            |            |              |              |                    |                    |                    |                    |                    |                    |                  |                  |          |          |                  |                  |                  |                  |                  |                  |              |              |              |              |              |              |                        |                        |                        |                        |                        |                        |                    |                    |                    |                    |                    |                    |                |                |                |                |              |              |                    |                    |                    |                    |                    |                    |                    |                    |                    |                    |                    |                    |                  |                  |                  |                  |                  |                  |  |  |  |  |                    |                    |                    |                    |                    |                    |  |  |  |  |  |  |  |  |
|  |  |            |            |            |            |              |              |                    |                    |                    |                    |                    |                    |                  |                  |          |          |                  |                  |                  |                  |                  |                  |              |              |              |              |              |              |                        |                        |                        |                        |                        |                        |                    |                    |                    |                    |                    |                    |                |                |                |                |              |              |                    |                    |                    |                    |                    |                    |                    |                    |                    |                    |                    |                    |                  |                  |                  |                  |                  |                  |  |  |  |  |                    |                    |                    |                    |                    |                    |  |  |  |  |  |  |  |  |
|  |  |            |            |            |            | 警務處副處長 | 警務處副處長 | 警務處副處長       | 警務處副處長       | 警務處副處長       | 警務處副處長       |                    |                    |                  |                  |          |          |                  |                  |                  |                  |                  |                  | 警務處副處長 | 警務處副處長 | 警務處副處長 | 警務處副處長 | 警務處副處長 | 警務處副處長 |                        |                        |                        |                        |                        |                        |                    |                    |                    |                    | 警務處副處長       | 警務處副處長       | 警務處副處長   | 警務處副處長   | 警務處副處長   | 警務處副處長   |              |              |                    |                    |                    |                    |                    |                    |                    |                    |                    |                    |                    |                    |                  |                  |                  |                  |                  |                  |  |  |  |  |                    |                    |                    |                    |                    |                    |  |  |  |  |  |  |  |  |
|  |  |            |            |            |            | 警務處副處長 | 警務處副處長 | 警務處副處長       | 警務處副處長       | 警務處副處長       | 警務處副處長       | （行動）           | （行動）           | （行動）         | （行動）         | （行動） | （行動） |                  |                  |                  |                  |                  |                  | 警務處副處長 | 警務處副處長 | 警務處副處長 | 警務處副處長 | 警務處副處長 | 警務處副處長 |                        |                        |                        |                        |                        |                        | （管理）           | （管理）           | （管理）           | （管理）           | （管理）           | （管理）           | 警務處副處長   | 警務處副處長   | 警務處副處長   | 警務處副處長   |              |              |                    |                    |                    |                    |                    |                    |                    |                    | （國家安全）       | （國家安全）       | （國家安全）       | （國家安全）       | （國家安全）     | （國家安全）     |                  |                  |                  |                  |  |  |  |  |                    |                    |                    |                    |                    |                    |  |  |  |  |  |  |  |  |
|  |  |            |            |            |            |              |              |                    |                    |                    |                    | （行動）           | （行動）           | （行動）         | （行動）         | （行動） | （行動） |                  |                  |                  |                  |                  |                  |              |              |              |              |              |              |                        |                        |                        |                        |                        |                        | （管理）           | （管理）           | （管理）           | （管理）           | （管理）           | （管理）           |                |                |                |                |              |              |                    |                    |                    |                    |                    |                    |                    |                    | （國家安全）       | （國家安全）       | （國家安全）       | （國家安全）       | （國家安全）     | （國家安全）     |                  |                  |                  |                  |  |  |  |  |                    |                    |                    |                    |                    |                    |  |  |  |  |  |  |  |  |
|  |  |            |            |            |            |              |              |                    |                    |                    |                    |                    |                    |                  |                  |          |          |                  |                  |                  |                  |                  |                  |              |              |              |              |              |              |                        |                        |                        |                        |                        |                        |                    |                    |                    |                    |                    |                    |                |                |                |                |              |              |                    |                    |                    |                    |                    |                    |                    |                    |                    |                    |                    |                    |                  |                  |                  |                  |                  |                  |  |  |  |  |                    |                    |                    |                    |                    |                    |  |  |  |  |  |  |  |  |
|  |  | 行動處處長 | 行動處處長 | 行動處處長 | 行動處處長 | 行動處處長   | 行動處處長   |                    |                    | 刑事及保安處處長   | 刑事及保安處處長   | 刑事及保安處處長   | 刑事及保安處處長   | 刑事及保安處處長 | 刑事及保安處處長 |          |          | 人事及訓練處處長 | 人事及訓練處處長 | 人事及訓練處處長 | 人事及訓練處處長 | 人事及訓練處處長 | 人事及訓練處處長 | 監管處處長   | 監管處處長   | 監管處處長   | 監管處處長   | 監管處處長   | 監管處處長   | 財務、政務及策劃處處長 | 財務、政務及策劃處處長 | 財務、政務及策劃處處長 | 財務、政務及策劃處處長 | 財務、政務及策劃處處長 | 財務、政務及策劃處處長 |                    |                    |                    |                    | 國家安全處處長     | 國家安全處處長     | 國家安全處處長 | 國家安全處處長 | 國家安全處處長 | 國家安全處處長 |              |              |                    |                    |                    |                    |                    |                    |                    |                    |                    |                    |                    |                    |                  |                  |                  |                  |                  |                  |  |  |  |  |                    |                    |                    |                    |                    |                    |  |  |  |  |  |  |  |  |
|  |  | 行動處處長 | 行動處處長 | 行動處處長 | 行動處處長 | 行動處處長   | 行動處處長   | 警務處高級助理處長 | 警務處高級助理處長 | 警務處高級助理處長 | 警務處高級助理處長 | 警務處高級助理處長 | 警務處高級助理處長 | 刑事及保安處處長 | 刑事及保安處處長 |          |          | 人事及訓練處處長 | 人事及訓練處處長 | 人事及訓練處處長 | 人事及訓練處處長 | 人事及訓練處處長 | 人事及訓練處處長 | 監管處處長   | 監管處處長   | 監管處處長   | 監管處處長   | 監管處處長   | 監管處處長   | 財務、政務及策劃處處長 | 財務、政務及策劃處處長 | 財務、政務及策劃處處長 | 財務、政務及策劃處處長 | 財務、政務及策劃處處長 | 財務、政務及策劃處處長 | 警務處高級助理處長 | 警務處高級助理處長 | 警務處高級助理處長 | 警務處高級助理處長 | 警務處高級助理處長 | 警務處高級助理處長 | 國家安全處處長 | 國家安全處處長 | 國家安全處處長 | 國家安全處處長 |              |              | 警務處高級助理處長 | 警務處高級助理處長 | 警務處高級助理處長 | 警務處高級助理處長 | 警務處高級助理處長 | 警務處高級助理處長 | 警務處高級助理處長 | 警務處高級助理處長 | 警務處高級助理處長 | 警務處高級助理處長 | 警務處高級助理處長 | 警務處高級助理處長 | 首長級乙級政務官 | 首長級乙級政務官 | 首長級乙級政務官 | 首長級乙級政務官 | 首長級乙級政務官 | 首長級乙級政務官 |  |  |  |  | 警務處高級助理處長 | 警務處高級助理處長 | 警務處高級助理處長 | 警務處高級助理處長 | 警務處高級助理處長 | 警務處高級助理處長 |  |  |  |  |  |  |  |  |
|  |  |            |            |            |            |              |              | 警務處高級助理處長 | 警務處高級助理處長 | 警務處高級助理處長 | 警務處高級助理處長 | 警務處高級助理處長 | 警務處高級助理處長 |                  |                  |          |          |                  |                  |                  |                  |                  |                  |              |              |              |              |              |              |                        |                        |                        |                        |                        |                        | 警務處高級助理處長 | 警務處高級助理處長 | 警務處高級助理處長 | 警務處高級助理處長 | 警務處高級助理處長 | 警務處高級助理處長 |                |                |                |                |              |              | 警務處高級助理處長 | 警務處高級助理處長 | 警務處高級助理處長 | 警務處高級助理處長 | 警務處高級助理處長 | 警務處高級助理處長 | 警務處高級助理處長 | 警務處高級助理處長 | 警務處高級助理處長 | 警務處高級助理處長 | 警務處高級助理處長 | 警務處高級助理處長 | 首長級乙級政務官 | 首長級乙級政務官 | 首長級乙級政務官 | 首長級乙級政務官 | 首長級乙級政務官 | 首長級乙級政務官 |  |  |  |  | 警務處高級助理處長 | 警務處高級助理處長 | 警務處高級助理處長 | 警務處高級助理處長 | 警務處高級助理處長 | 警務處高級助理處長 |  |  |  |  |  |  |  |  |
|  |  | 行動部     | 行動部     | 行動部     | 行動部     | 行動部       | 行動部       |                    |                    | 刑事部             | 刑事部             | 刑事部             | 刑事部             | 刑事部           | 刑事部           |          |          | 人事部           | 人事部           | 人事部           | 人事部           | 人事部           | 人事部           | 資訊科技部   | 資訊科技部   | 資訊科技部   | 資訊科技部   | 資訊科技部   | 資訊科技部   | 財務部                 | 財務部                 | 財務部                 | 財務部                 | 財務部                 | 財務部                 |                    |                    |                    |                    | 國家安全處         | 國家安全處         | 國家安全處     | 國家安全處     | 國家安全處     | 國家安全處     |              |              |                    |                    |                    |                    |                    |                    |                    |                    |                    |                    |                    |                    |                  |                  |                  |                  |                  |                  |  |  |  |  |                    |                    |                    |                    |                    |                    |  |  |  |  |  |  |  |  |
|  |  | 行動部     | 行動部     | 行動部     | 行動部     | 行動部       | 行動部       | 支援部             | 支援部             | 支援部             | 支援部             | 支援部             | 支援部             | 刑事部           | 刑事部           |          |          | 人事部           | 人事部           | 人事部           | 人事部           | 人事部           | 人事部           | 資訊科技部   | 資訊科技部   | 資訊科技部   | 資訊科技部   | 資訊科技部   | 資訊科技部   | 財務部                 | 財務部                 | 財務部                 | 財務部                 | 財務部                 | 財務部                 | 保安部             | 保安部             | 保安部             | 保安部             | 保安部             | 保安部             | 國家安全處     | 國家安全處     | 國家安全處     | 國家安全處     |              |              | 警察學院           | 警察學院           | 警察學院           | 警察學院           | 警察學院           | 警察學院           | 服務質素監察部     | 服務質素監察部     | 服務質素監察部     | 服務質素監察部     | 服務質素監察部     | 服務質素監察部     | 政務部           | 政務部           | 政務部           | 政務部           | 政務部           | 政務部           |  |  |  |  |                    |                    |                    |                    |                    |                    |  |  |  |  |  |  |  |  |
|  |  | 公共關係部 | 公共關係部 | 公共關係部 | 公共關係部 | 公共關係部   | 公共關係部   | 支援部             | 支援部             | 支援部             | 支援部             | 支援部             | 支援部             |                  |                  |          |          |                  |                  |                  |                  |                  |                  |              |              |              |              |              |              |                        |                        |                        |                        |                        |                        | 保安部             | 保安部             | 保安部             | 保安部             | 保安部             | 保安部             | 策劃及發展部   | 策劃及發展部   | 策劃及發展部   | 策劃及發展部   | 策劃及發展部 | 策劃及發展部 | 警察學院           | 警察學院           | 警察學院           | 警察學院           | 警察學院           | 警察學院           | 服務質素監察部     | 服務質素監察部     | 服務質素監察部     | 服務質素監察部     | 服務質素監察部     | 服務質素監察部     | 政務部           | 政務部           | 政務部           | 政務部           | 政務部           | 政務部           |  |  |  |  |                    |                    |                    |                    |                    |                    |  |  |  |  |  |  |  |  |
|  |  | 公共關係部 | 公共關係部 | 公共關係部 | 公共關係部 | 公共關係部   | 公共關係部   | 警察總區           |                    |                    |                    |                    |                    |                  |                  |          |          |                  |                  |                  |                  |                  |                  |              |              |              |              |              |              |                        |                        |                        |                        |                        |                        |                    |                    |                    |                    |                    |                    | 策劃及發展部   | 策劃及發展部   | 策劃及發展部   | 策劃及發展部   | 策劃及發展部 | 策劃及發展部 |                    |                    |                    |                    |                    |                    |                    |                    |                    |                    |                    |                    |                  |                  |                  |                  |                  |                  |  |  |  |  |                    |                    |                    |                    |                    |                    |  |  |  |  |  |  |  |  |

## 歷史
1841年1月25日，英軍於現時香港島水坑口街位置上陸，翌日於上環首次升起英国国旗，宣佈管治香港島範圍。
1841年1月28日，時任英女皇维多利亚女王宣布由查理·义律負責英屬香港的民政。
1841年4月30日，開設域多利監獄並由威廉·堅掌管，威廉·堅同時兼任總裁判官及警司。
1841年8月11日，砵甸乍接替義律任總警司。
1842年8月29日，簽訂《南京条约》。
1843年6月26日，香港成為英國殖民地，並由砵甸乍出任首位香港總督。
1844年5月1日，政府刊登憲報，香港警隊正式成立。在此之前，倫敦警務處才成立12年。
1860年10月24日，簽訂《北京条约》，九龍界限街以南割讓予英国。
1868年5月9日，早期的消防隊成立，由查理士·梅理任消防監督。
1879年5月，監獄處脫離警隊成為一個獨立部門。
1898年6月9日，簽訂《展拓香港界址專條》，九龍界限街以北及新界租借予英國99年，及至1997年6月30日。
1909年9月，一隊緝私小組成立並隸屬於進出口署，進出口署成為工商署（因此，海關舊時俗稱為「工記」）。
1919年，第一次世界大战結束後引入第一輛救護電單車並成立救護車隊，隸屬於消防隊；而緊急事件由警察和消防救護車應付；而非緊急事故才由醫務衞生署處理。
1941年1月，消防隊脫離警隊成為一個獨立部門。
1950年，醫療輔助隊成立，成為香港首支輔助紀律部隊。
1952年，民眾安全服務隊成立，成為香港第二支輔助部隊。
1953年，全部政府救護車輛均移交由消防隊控制。
1961年4月，根據1960年戴麟趾報告書的建議，消防隊改稱為消防事務處。
1961年6月7日，《入境事務隊條例草案》進行首讀，當時署理輔政司（現時稱政務司司長）戴斯德於議事廳內向立法局議員講解：
|                    | 議員們，眾所周知，在大部份地區，出入境事務都由獨立部門或隊伍來管制，但部份殖民地的出入境管制由警隊兼任，現時香港亦一樣由警隊執行出入境管制，但政府認為現時是改變的時候。分工後會帶來一定的好處。 現時隸屬於警察入境管制部的警務人員，為著他們的事業發展，會升遷或調任至警隊內其他部門，因而負責入境事務部的警務人員的入境管制專業知識及執法經驗未能得以延續，由其現時香港正處於一個特殊的情勢之中，因此，有需要將入境事務部脫離警隊，並成立一個獨立的入境事務隊伍，由全職負責入境事務的部門首長來掌管，而於警察入境事務部的警務人員調任警隊之其他部門後可專注警務工作，而留任的入境事務部警務人員可以在新成立的部門中有令人滿意的事業發展及晉升階梯。 本條例草案目的便是成立一支入境事務隊伍，此隊伍面對公眾的事務隊人員須穿著制服並成為一支紀律部隊，所有事務隊員均有如消防隊及緝私隊一樣受殖民條例及常規命令約束，若初級人員干犯輕微罪行將交由助理處長處理，並可上訴至處長。本條例的第12條受權事務隊人員逮捕權，相關的可逮捕罪行將於其後交代，但相關逮捕權與現時警隊在處理有關罪行時一樣，條例定明，被拘捕人士若未能被帶到裁官面前或被釋放，便須於被捕後12小時內帶到任何一間警署。紀律部隊之處分條文，見條例草案的第四部份，主要而言，均與現時警隊的相類同。 |
| ——署理輔政司戴斯德 | |

1961年8月2日，二讀後由全體委員會通過法案條文的第1至23條。然後，三讀通過法案。
1961年8月4日，入境事務隊脫離警隊正式成為獨立部門。
1963年9月，透過立法，將緝私隊（現稱香港海關）正式納入為紀律部隊。
1966年，救護車服務改組為半獨立的救護車服務組，所有人員都是經過特別訓練的救護人員。
1974年，總督特派廉政專員公署（現改名為廉政公署）成立。
1977年，緝私隊改稱為香港海關。
1982年，香港海關正式成為獨立的政府部門。
1980年代，香港公務員人數有顯著增長，當中包括紀律部隊的編制亦進行了相當的擴充。
2012年，於1970年代至1980年代聘請的紀律部隊人員開始退休，使到未來5年的退休潮會有高達8,700人（平均每年有1,740人）退休，比較過去五年（6,246人）大幅增加。公務員事務局表示，未來10年紀律部隊退休人員數目將會維持在每年平均約1,700至1,800人，或者是紀律部隊職系整體人數的3.3%至3.4%。
紀律部隊人員總工會主席林國豪表示，總工會於2012年7月初成立了兩個工作小組，研究舊有長俸制及新的強積金制度紀律部隊人員延遲退休的可行性、影響及福利問題，認為長俸制人員的「翻閹」機制一直存在，不需要另外建立新的制度及立法，但是機制下必須獲得公務員事務局批核，香港警務處現時仍然有採用，其他紀律部隊則較少，建議當局放寬批核條件，並且可以因應需要而彈性決定該名額，以紓緩退休潮下流失的富有經驗人力资源。
2019年11月中旬，因反修例運動，警務處處長委任不多於100名熟悉使用防暴裝備的懲教署人員為特務警察。
2019年11月尾，消息指警務處處長委任約140至150名香港海關及入境事務處職員為特務警察。經四日培訓後投入工作，向警隊提供支援工作，如守護高危建築物，多不會上衝突前線工作。
2020年年中，《南華早報》報道，警務處處長委任約130名消防員及救護員成為特務警察，部分政府飛行服務隊成員亦會加入為特務警察。

## 裝備
根據第238章《火器及彈藥條例》，警務處（包括輔警）、海關、懲教署、廉政公署、政府飛行服務隊、入境處是獲授予權力管有或經營枪械的6支紀律部隊。
槍械使用政策因應不同部門及部隊的權力所限制而有所不同，其中香港警務處與香港海關擁有槍械的數量及人員佩槍的比例為最高。各部門及部隊所配備的槍械亦有所不同，而基本制式均為手枪，最普遍為史密夫威信軍警十型左輪手槍4吋重槍管型號，其次為格洛克17及格洛克19。
除了學習使用槍械，上述紀律人員均需要接受武器使用的訓練，並且據情況配備胡椒噴霧及伸縮警棍等武器以應付日常的任務。

## 備注
上述的紀律部隊中，懲教署、入境事務處、香港警務處、廉政公署及香港海關有權搜身；入境事務處、香港警務處、廉政公署及香港海關有各自相關的法定拘捕權（須表明身分）。如懲教署職員（非執行特務警察職務期間）拘捕自由人及非紀律部隊拘捕他人，是行使市民拘捕權，拘捕對象僅限於干犯可判處超過十二個月監禁的罪行。

## 外部連結
- 立法會參考資料摘要 紀律人員薪俸及服務條件常務委員會 第5頁（页面存档备份，存于）
- 紀律部隊和廉政公署獎章（页面存档备份，存于）
- 慶祝特別行政區成立十周年 紀律部隊辦匯展（页面存档备份，存于）